# Mandescircuit
Het Mandescircuit was een rallycross en ovaal racecircuit in Ingelmunster, België. In 1995 vond de laatste race plaats op het circuit, en daarna raakte het in verval.
Ondertussen doet het dienst als rij en opleidingscentrum voor gemotoriseerde voertuigen.